# Cigánykártya
A jóskártyák cigánysággal kapcsolatba hozott típusai. Szűkebb értelemben a szakirodalom által az "illusztrált jóskártya feliratokkal" kifejezéssel megnevezett kártyafajta, tágabb értelemben ide tartoznak más, cigánysághoz köthető jóskártyák is. Az "orosz cigány jóskártya" egy speciális jóseszköz, mely gyakorlatilag nem tartozik a megszokott módon a kártyák családjába.

## A kártyajóslás eredete
A kártya őshazája India, ahol a kártyalapok vallási szertartások eszközeként jövendőmondásra szolgáltak. A kártyákat mint játékeszközt ott csak az 1500-as évektől kezdték használni. Egyes feltételezések szerint a cigányságnak szerepe volt a kártya európai elterjesztésében, ez azonban jelen ismereteink szerint se nem kellőképpen bizonyítható, se nem cáfolható.
A kártya Európában elsősorban mint játékeszköz jelent meg a XIV. században és terjedt el a XV. század második felében. Az első – ma ismert – kártyajóskönyv csak 1507-ből származik. Az eredeti tarokk kártyából kialakulnak a ma is ismert német és francia színjelzős játékkártyák, melyeket ekkor már játékra és jóslásra egyaránt használtak.
A kifejezetten jóslás céljára alkotott kártyák az 1600-as években jelennek meg először, ezek kártyajáték céljára már nem alkalmasak. Egyik típusuk a tarokk kártya divinatórikus változata (amit a magyar nyelvben megkülönböztetésképpen a tarot szó jelöl), másik fő típusuk az úgynevezett „illusztrált jóskártyák feliratokkal”, melyet a köznyelv – nem csak a magyar, hanem más nyelvekben is – cigánykártyának nevez.

## A cigánykártya
A köznyelv által cigánykártyának nevezett kártyát a szakirodalom az "illusztrált jóskártya feliratokkal" névvel illeti. 36 vagy 32 lapos jóskártya, mely egy személyt, eseményt vagy valamilyen allegórikus figurát ábrázol. A kártya alján az ábra elnevezése olvasható általában több (4-6) nyelven. A ma is használatban lévő formák először a 19. század második felében jelentek meg, egyéb változatokat azonban lényegesen korábbról is ismerünk.

### A 36 lapos csomag lapjai és jelentésük
- AJÁNDÉK: Örömteli fordulat.
- ÁLLANDÓSÁG: Stabilitás, változatlanság. „Isten szeme”, ami történik, felsőbb akarat szerint van.
- BETEGSÉG: Testi vagy lelki betegség. Rossz lelkiállapot, akadályozottság.
- BÍRÓ: Hivatalos személy, komoly döntés.
- BOSSZÚSÁG: Kellemetlenség, ingerlékenység.
- ELLENSÉG: Rosszakaró, vetélytárs, intrikus személy. Saját árnyoldalunk.
- FÉLTÉKENYSÉG: Féltékenység, féltés, félelem.
- GONDOLAT: Szőke férfi vagy szellemi tevékenység, tervezgetés.
- GYERMEK: A kérdező gyermekei vagy szóbeszéd, pletyka.
- HALÁL: kedvezőtlen, de nem feltétlenül tragikus sorsfordulat.
- HAMISSÁG: Becsapás veszélye, valami meghiúsulhat.
- HÁZ: Otthon, haza, szülői ház.
- HÁZASSÁG: Saját család, házasság, esetleg üzleti szövetség.
- HŰSÉG: Őszinteség kitartás.
- KATONATISZT: Sötét hajú férfi. Munkahelyi kötelezettségek.
- KEVÉS PÉNZ: Kisebb összeg, filléres gondok.
- LÁTOGATÁS: Vendég. Bizonytalanság, esetlegesség.
- LELKÉSZ: Mély lelki élet. Tiszta szándékok. Segítő.
- LEVÉL: Levél, meghívó, hivatalos irat.
- ÖRVENDEZÉS: Örömünnep, családi esemény, optimizmus.
- ÖZVEGYASSZONY: Idősebb hölgy, sokszor a kérdező édesanyja.
- ÖZVEGY FÉRFI: Idősebb úr, sokszor az édesapa.
- PÉNZ: Nagyobb összeg.
- REMÉNY: Reménység. Hosszú idejű megvalósulás.
- SZERELEM: Szerelem, szeretet, öröm.
- SZERELMES NŐ: „Szív királynő”. A kérdezőt jelenti, ha a kérdező nő. Ha férfi a kérdező, akkor a jelenlegi vagy jövendő párját jelenti.
- SZERENCSE: Jó szerencse, kedvező fordulat.
- SZERENCSÉTLENSÉG: Sikertelenség, kellemetlenség, balszerencse.
- SZERETŐ: „Szív király”. A kérdezőt jelenti, ha a kérdező férfi. Ha nő a kérdező, akkor a jelenlegi vagy jövendőbeli párja.
- SZOMORÚSÁG: Szőke nő, vagy rosszkedv, szomorúság, lehangoltság.
- TOLVAJ: Valaki meg akar károsítani, anyagi vagy lelki értelemben.
- UTAZÁS: Az események gyors bekövetkezése. Utazás.
- ÜZENET: Egy esemény nagyon gyors bekövetkezése. Hír, üzenet.
- VÁGY: Sötét hajú nő. Vágyakozás, sóvárgás.
- VÁRATLAN ÖRÖM: Hirtelen szerencse, nem várt anyagi javak.
- VESZTESÉG: A kérdező vesztesnek érzi magát. Kár, anyagi veszteség.

### Kirakási modellek
Ahány jósnő, szinte annyi kirakási mód létezik. Az egyik legegyszerűbb: a csomagot háromfelé kell emeltetni. Először a három legalsó lapot értelmezzük, mint legfontosabbakat, ami a kérdező szívében van. Ezután a három csomag lapjait külön-külön értelmezzük. Az első csomag a múlt, második a jelen, harmadik a jövőt illetően bír jelentéssel.
Egy másik modellben, a "romani módszerben" 21 lapot húzatunk, melyet 7-ével, 3 sorba rendezünk. A fölső sorban a múlt, a középsőben a jelen, az alsóban a jövő mutatkozik meg. Ezután oszlopok szerint is értelmezzük a lapokat. Az 1. (bal oldali) oszlop három lapja jelenti a kérdező személyét. A 2. oszlop utal a környezetre, a 3. oszlop a kérdező vágyaira, félelmeire. A középső, 4. oszlop jelenti azt amire a kérdező számít, és az 5. oszlop amire nem számít. A 6. a közelebbi, a 7. pedig a távolabbi jövőre utal.

## Bijou és Lenormand
A jóskártyák másik elterjedt típusa a Lenormand- vagy Bijou-kártya. Marie Anne Lenormand a 18. század végén Párizsban működött, korának egyik leghíresebb jósnője. A kártyavetésben saját módszere volt, különböző szimbolikus jelentéssel bíró tárgyakat, állatokat rajzolt a francia kártya lapjaira. A kártyavetésnél ezeket vette figyelembe, nem pedig a játékkártya hagyományos jelentéseit. A Lenormand-kártyákon ezért sok esetben kis méretben ábrázolják a francia kártya valamely lapját is, de ennek az értelmezésénél nincs szerepe.
Mások ugyanezt a kártyacsomagot a cigány származású, szintén nagy tekintélyű, 18. századi jósnőnek, Bijounak tulajdonítják. A Lenormand-Bijou-féle kártyacsomag ábrái mások, mint a hagyományos "cigánykártya" lapjai, elsősorban tárgyak és állatok szerepelnek rajtuk, hiányoznak az allegorikus rajzok és események tárgyszerű ábrázolásai.
Ezen kártyák többféle képi megjelenítésben is forgalomban vannak, nem egy közülük valamilyen "cigánykártya" néven ismert.

## Tarot
A jóskártyák közül a legnagyobb kultusza kétségkívül a tarokk divinatórikus változatának, a tarot-nak van. Bár a tarokk-kártyát már korábban is használták kártyavetésre, a kifejezetten jóslási célra készült első tarokkot a XVIII. századból ismerjük, egy bizonyos Etteilla (Jean-Baptiste Alliette, 1738-1791) alkotása, aki kártyáját "egyiptomi cigány tarokk" néven hozta forgalomba. Divinatórikus célra azóta több száz különböző tarot kártya született, melyek között több is viseli a "cigány tarot" nevet. Az egyik ilyen a cigány származású költő és festő, Sandra Jayat alkotása.

## Oroszcigány jóskártya
Az oroszcigány jóskártya nem tartozik a hagyományos értelemben vett kártyák közé, egy teljesen önálló rendszert képez. A készlet 25 db szabályos négyzet alakú lapból áll. Mindegyik négyzetet a két átlója 4 db háromszög alakú képmezőre osztja. Mind a négy képmezőben egy szimbolikus ábra (általában tárgy vagy állat) fele látható. Az ábra másik fele értelemszerűen valamelyik másik lapon található. A lapokat megkeverés után 5 x 5-ös rendszerben lerakjuk. Amelyik ábrák – véletlenszerűen – kiegészülnek a párjukkal, azokat kell az értelmezéskor figyelembe venni. A mellékelt kép jobb fölső sarkában például lila mezőben egy négylevelű lóhere, alatta piros mezőben egy pelikán ábrája mutatkozott meg stb. Ez a rendszer a XIX. században született meg Oroszországban, a hagyomány szerint a cigányok fejlesztették ki.

## A cigányok és a kártyajóslás
Az okkultista hagyományok nagy szerepet tulajdonítanak a cigányságnak a kártyavetés és a jövendőmondás terén. Kétségtelen, hogy a – városi folklór kategóriájába tartozó – kártyavetés művelői elsősorban a cigány asszonyok voltak, aki ezt vidéken is terjesztették. A kártyavetéshez állítólagosan a cigány férfiak is értenek, de ők – legalábbis nyilvánosan – nem művelik. Az asszonyok kártyavetése egyfelől jelentős jövedelemkiegészítésnek számított a cigány háztartások életében, a jósoltató részéről pedig a lelki problémák egyfajta kezeléséül szolgált.
A cigányok eleinte tenyérből jósoltak, a kártyajóslás szélesebb körben akkor terjedt el, amikor a nyomdai előállítás kapcsán a kártyák már megfizethető árúak voltak. Kártyajóslásra a cigányok elsősorban a játékra is alkalmas francia, latin és német színjelzős kártyákat használták, a jóskártyák közül pedig Közép-Európában a cigánykártyát, Nyugat-Európában leginkább a Rider-Waite tarot csomagot használják.
A 20. század második felétől egyre több hivatásszerűen kártyát vető cigány jósnő is hirdeti magát. Ők a hagyományos piacot – tehát a kártyavetésben hívőket – célozzák meg, technikáikban azonban részben a hagyományos cigányok által használt kártyákat és módszereket, részben a különböző "new age" irányzat által az érdeklődés körébe került egyéb praktikákat alkalmazzák. A hagyományos cigánykártya újszerű átértelmezése egy "new age" szellemiségű jósműhely alkalmazásában látható ezen a linken.
A csak alkalmilag jósoló cigányasszonyok kártyavetési repertoárja megmaradt a hagyományos szinten, nem hatnak rá napjaink ezoterikus-okkultista irányzatai. Ők inkább a piaci kört igyekeznek szélesíteni, megcélozva azokat is, akik nem feltétlenül lelki problémájuk megoldását várják tőle, de valamilyen érvvel rábeszélhetők. Ilyen tipikus érvek például: "hátha mégis van benne valami", "olyan szórakoztató", "ez hagyományos, már nagyanyáink is csinálták", "látványosság, a külföldinek is ez kell", "ezzel is tud egy kevéskét segíteni" stb.

## Kártyavetés a valóságban
A kártyavetés a gyakorlatban egy kölcsönös előnyökre épülő szolgáltatás. A jósoltató valamilyen lelki problémájára vár megoldást, a jósnő viszont ezért cserébe anyagi ellenszolgáltatást kap, és nem ritkán elfogadottságot és közmegbecsülést vív ki magának. Ezt jól példázza Orsós Jakab Kolompár József életútja című riportnovellájának részlete:
"... csak a nagymama ment minden reggel a faluba, hogy a vetőkártyáival lelket öntsön azokba az asszonyokba, lányokba, akiknek férje, vőlegénye, fia már régen nem írt az orosz frontról. Hozzájuk küldözgetett bennünket a nagymama libáért, tyúkért, sonkáért, miegymásért, amit a kártyavetés fejében kapott.

 Kíváncsi voltam, hogy a nagymamám miket mond ezeknek az asszonyoknak, lányoknak amiért ilyen gazdagon megajándékozzák. Egyszerre azt hazudtam, hogy olyan rossz álmaim voltak.

 – Mivel álmodtál? – kérdezte sürgetően.

 – Disznókkal.

 – Sárosak voltak a disznók? – faggatott.

 – Igen.

 – Akkor velem jössz, mert valami betegség kerülget.

 A kézfejét a homlokomra tette és sürgetett az öltözködéssel. Így alkalmam volt meghallgatni, hogy hogyan táplálta, erősítette meg hitükben azokat, akik már rég nem reméltek semmi jót a sorstól.

 – A férje (vagy vőlegénye) még életben van, de szomorú, mert azt álmodta, hogy az itthoniak elfeledték. Kéri magukat, hogy ugyanúgy bízzanak az Úr Jézus Krisztusban, mint ahogy ő, akkor a közös akaratnak meglesz a gyümölcse.

 Olyanokat mondott, hogy az illető könnyű sebesüléssel valahol egy tábori kórházban fekszik. A legtöbbje úton volt hazafelé, de olyan nem akadt, akinek a halálhírét vetette volna ki a kártya.

 A nagymama tartózkodása egy-egy házban derűs bizakodást teremtett, mindenhol marasztalták és visszavárták.

 A kisebb adományokat, tojást, mézet, gyümölcsöt hatalmas gyékénykosarába rakta, a baromfiféléket velem cipeltette.

 Büszke voltam a mamámra, hogy olyan messzire lát. Akkor azt hittem, hogy a kártyákban valami megjelenik a mamám szeme előtt. Később vettem észre, hogy a kétségbeesett arcokat figyelte.

- Az arc mindent elárul – mondogatta."

## Cigánykártya a művészetben
Stephen King A harcos című könyvében Rolandnak a feketébe öltözött ember cigánykártyán jósolja meg a társait. (A fogoly, az árnyak hölgye, és a halál – „de nem a te halálod, harcos”.)